# Mircea Socolescu
Mircea Socolescu, född 14 juli 1902 i Bukarest, död där 5 oktober 1993, var en rumänsk bobåkare. Han deltog vid olympiska vinterspelen i Sankt Moritz 1928. Hans lag kom på sjunde plats. Han var bror till Grigore Socolescu.